# سایه‌های ناآشنا در اتاقی خالی
سایه‌های ناآشنا در اتاقی خالی (انگلیسی: Strange Shadows in an Empty Room) با نام اصلی یک تپانچهٔ مگنوم ویژه برای تونی سائیتا (ایتالیایی: Una magnum special per Tony Saitta) یک فیلم جنایی ایتالیایی به کارگردانی آلبرتو دِ مارتینو است که در سال ۱۹۷۶ منتشر شد. در این فیلم استوارت ویتمن نقش شبیه به هری کثیف را بازی می‌کند که به‌دنبال انتقام از قاتل خواهرش است.

## گزیدهٔ بازیگران
- استوارت ویتمن
- جان ساکسون
- مارتین لاندو
- تیسا فارو
- گیل هانیکات
- کارول لورا
- پیتر مک‌نیل
- ژان لوکلر